# Limay Mahuida megye
Limay Mahuida egy megye Argentína középső részén, La Pampa tartományban. Székhelye Limay Mahuida.

## Népesség
A megye népessége a közelmúltban a következőképpen változott:
| Év   | Lakosság |
| ---- | -------- |
| 2001 | 475      |
| 2010 | 503      |